# روبرت شيفر
روبرت شيفر (بالإنجليزية: Robert Sheaffer )‏ (و. 1949 – م) هو صحفي، وعالم فلك من الولايات المتحدة الأمريكية . ولد في شيكاغو .

## التعليم
تعلم في جامعة نورث وسترن